# Rifugio Duca degli Abruzzi (Appennino settentrionale)
Il rifugio Duca degli Abruzzi è un rifugio alpino ubicato sull'Appennino Tosco-Emiliano, più precisamente sulle rive del Lago Scaffaiolo. È il più antico rifugio edificato in tale porzione degli Appennini.

## Storia
Fu inaugurato il 30 giugno 1878 grazie all'iniziativa congiunta del CAI di Firenze e quello di Bologna. Il 23 agosto 1902 fu nuovamente ricostruito e dedicato al principe Luigi di Savoia, Duca degli Abruzzi. A causa del clima, guerra e atti vandalici il rifugio fu riedificato per ben tre volte, l'17 settembre 1911, il 29 agosto 1926 e nell'estate del 1965, quando fu costruito in lamiera dipinta di giallo. Il 30 settembre 2001 è stato inaugurato il nuovo rifugio Duca degli Abruzzi, in muratura, con un impatto visivo decisamente migliore del precedente.

## Accesso
Il rifugio Duca degli Abruzzi è posto sul Sentiero Italia, nel comprensorio sciistico del Corno alle Scale. Raggiungibile dai versanti bolognese (Lizzano in Belvedere), modenese (Fanano) e pistoiese (Pracchia, San Marcello Pistoiese, Cutigliano, Lizzano Pistoiese, Lancisa e Spignana).